# Sjenice
Sjenice su porodica ptica iz reda vrapčarki (Passeriformes). Ima 8 porodica s mnogobrojnim vrstama.

## Opis
S izuzetkom tri monotipična roda Sylviparus, Melanochlora i Pseudopodoces, sjenice su izuzetno sličnog izgleda, i opisane su kao "jedne od najsličnijih ptičjih porodica što se tiče generalne morfologije". Uobičajena dužina im je 10 – 16 cm, a kod monotipičnih rodova to je 9 – 21 cm. Po težini variraju od 5 do 50 grama, odnosno od 7 do 30 grama kada se tri netipična roda uklone. Većina varijacija u porodici se odnosi na boju perja.  
Kljunovi sjenica su uglavnom kratki, i variraju od zdepastih do finih, ovisno o ishrani. Vrste koje se više hrane kukcima imaju finije kljunove, a one koje jedu sjemenje imaju zdepastije. Najneobičniji kljun ima vrsta Pseudopodoces humilis, čiji je dug i zakrivljen. 

## Ponašanje
Sjenice su aktivne, glasne i socijalne vrste. Teritorijalne su tijekom sezone parenja, a van sezone parenja se često hrane u miješanim jatima, s drugim vrstama ptica. Veoma su prilagodljive i, nakon vrana i papiga, među najinteligentnijim su pticama. Nemaju stalnog partnera. 

## Rasprostranjenost
Sjenice su rasprostranjena porodica ptica, i pojavljuju se u većini Europe, Azije, Sjeverne Amerike i Afrike. Vrste roda Poecile nastanjuju Europu, Aziju do Sjeverne Amerike, južno do juga Meksika. Neke vrste u ovom rodu imaju prilično velik areal, a jedna vrsta, a sibirska sjenica, ima areal od Skandinavije do Aljaske i Kanade. 

## Vrste sjenica koje obitavaju u Hrvatskoj
- Cyanistes caeruleus – Plavetna sjenica
- Lophophanes cristatus – Kukmasta sjenica
- Parus lugubris – Mrka sjenica
- Parus major – Velika sjenica
- Periparus ater – Jelova sjenica
- Poecile montanus – Planinska sjenica
- Poecile palustris – Crnoglava sjenica

## Ostali projekti
|  | Zajednički poslužitelj ima još gradiva o temi Sjenice |
|  | Wikivrste imaju podatke o taksonu Sjenice             |